# Amphoe Hot (Chiang Mai)

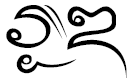
„Hot“ in Lan-Na-Schrift

Amphoe Hot (thailändisch อำเภอ ฮอด) ist ein Landkreis (Amphoe – Verwaltungs-Distrikt) im südlichen Teil der Provinz Chiang Mai. Die Provinz Chiang Mai liegt in der Nordregion von Thailand.

## Geographie
Benachbarte Landkreise (von Norden im Uhrzeigersinn): die Amphoe Mae Chaem und Chom Thong der Provinz Chiang Mai, Ban Hong und Li der Provinz Lamphun, Doi Tao, Omkoi ebenfalls aus der Provinz Chiang Mai, sowie Sop Moei und Mae Sariang der Provinz Mae Hong Son.
Im Norden des Bezirks befindet sich der Nationalpark Op Luang. Durch Amphoe Hot fließt der Mae Nam Ping (Ping-Fluss).

## Verwaltung

### Provinzverwaltung
Der Landkreis Hot ist in sechs Tambon („Unterbezirke“ oder „Gemeinden“) eingeteilt, die sich weiter in 61 Muban („Dörfer“) unterteilen.
| Nr. | Name        | Thai    | Muban | Einw.  |
| --- | ----------- | ------- | ----- | ------ |
| 01. | Hang Dong   | หางดง   | 13    | 10.610 |
| 02. | Hot         | ฮอด     | 05    | 03.303 |
| 03. | Ban Tan     | บ้านตาล  | 10    | 05.278 |
| 04. | Bo Luang    | บ่อหลวง  | 13    | 11.944 |
| 05. | Bo Sali     | บ่อสลี    | 10    | 07.958 |
| 06. | Na Kho Ruea | นาคอเรือ | 10    | 04.797 |

### Lokalverwaltung
Es gibt drei Kommunen mit „Kleinstadt“-Status (Thesaban Tambon) im Landkreis:
- Ban Tan (Thai: เทศบาลตำบลบ้านตาล) bestehend aus dem kompletten Tambon Ban Tan.
- Tha Kham (Thai: เทศบาลตำบลท่าข้าม) bestehend aus Teilen des Tambon Hang Dong.
- Bo Luang (Thai: เทศบาลตำบลบ่อหลวง) bestehend aus dem kompletten Tambon Bo Luang.

Außerdem gibt es vier „Tambon-Verwaltungsorganisationen“ (องค์การบริหารส่วนตำบล – Tambon Administrative Organizations, TAO)
- Hang Dong (Thai: องค์การบริหารส่วนตำบลหางดง) bestehend aus Teilen des Tambon Hang Dong.
- Hot (Thai: องค์การบริหารส่วนตำบลฮอด) bestehend aus dem kompletten Tambon Hot.
- Bo Sali (Thai: องค์การบริหารส่วนตำบลบ่อสลี) bestehend aus dem kompletten Tambon Bo Sali.
- Na Kho Ruea (Thai: องค์การบริหารส่วนตำบลนาคอเรือ) bestehend aus dem kompletten Tambon Na Kho Ruea.